# Alex Greenwood (cầu thủ bóng đá, sinh năm 1933)
Alexander John Greenwood (17 tháng 6 năm 1933 – tháng 1 năm 2006) là một cầu thủ bóng đá người Anh từng thi đấu ở vị trí Hậu vệ tại Football League cho Crystal Palace và Darlington.

## Sự nghiệp
Sinh ra ở Fulham, Greenwood từng thi đấu cho Ferryhill Athletic, Chelsea, Crystal Palace, Scarborough và Darlington.